# Světlana Lapinová
Světlana Michajlovna Lapinová (rusky: Светлана Михайловна Лапина – Svetlana Michajlovna Lapina; * 12. dubna 1978 Machačkala, Sovětský svaz) je bývalá ruská atletka, která vybojovala na mistrovství světa v Seville 1999 bronzovou medaili ve skoku do výšky. V témže roce získala i stříbrnou medaili na letní univerziádě ve španělském městě Palma de Mallorca.
V roce 1995 získala zlatou medaili na evropském olympijském festivalu mládeže v britském Bathu. Ve své sbírce má také bronzovou medaili z juniorského mistrovství světa 1996 a z mistrovství Evropy juniorů 1997. O dva roky později se stala v Göteborgu mistryní Evropy do 23 let. Reprezentovala na letních olympijských hrách v Sydney 2000, kde však skončila s výkonem 192 cm v kvalifikaci.

## Úspěchy
| Rok  | Závod                             | Místo              | Umístění    | Výkon  |
| ---- | --------------------------------- | ------------------ | ----------- | ------ |
| 1995 | EOFM                              | Bath, Anglie       | 1.          | 1,89 m |
| 1996 | Mistrovství světa juniorů         | Sydney, Austrálie  | 3.          | 1,91 m |
| 1997 | Mistrovství Evropy juniorů        | Lublaň, Slovinsko  | 3.          | 1,90 m |
| 1999 | Univerziáda                       | Palma, Španělsko   | 2.          | 1,93 m |
| 1999 | Mistrovství Evropy do 23 let      | Göteborg, Švédsko  | 1.          | 1,98 m |
| 1999 | Mistrovství světa v atletice 1999 | Sevilla, Španělsko | 3.          | 1,99 m |
| 2000 | Letní olympijské hry 2000         | Sydney, Austrálie  | kvalifikace | 1,92 m |

## Osobní rekordy
- hala – 200 cm – 26. února 2003, Moskva
- venku – 199 cm – 29. srpna 1999, Sevilla